# ムクムクゴケ科
ムクムクゴケ科（Trichocoleaceae）は、ゼニゴケ植物門ウロコゴケ綱に所属するコケ植物の一分類群。

## 概要
茎は2-5回羽状分枝する。葉は深く3-4裂し、各裂片はさらに細裂して長毛状になる。雌雄異株で、雌花は茎に頂生する。日陰地の腐植土上や岩上、樹幹、倒木の上などで生育する。

## 下位分類
4属約35種が確認されている。日本には3属3種があるとされていたが、本科に所属していたサワラゴケ（サワラゴケ属）とイヌムクムクゴケ（イヌムクムクゴケ属）がサワラゴケ科に分類を改められたため、日本に分布するムクムクゴケ科の種はムクムクゴケ1種のみとなっている。
- Castanoclobus - 1種
- Eotrichocolea - 1種
- Leiomitra - 約12種
- Trichocolea (ムクムクゴケ属) - 約20種